# Saint-Léger-le-Guérétois
 Saint-Léger-le-Guérétois  là một xã thuộc tỉnh Creuse trong vùng Nouvelle-Aquitaine miền trung nước Pháp. Xã này nằm ở khu vực có độ cao trung bình 522 mét trên mực nước biển.